# Sở Lưu Hương (phim 1977)
Sở Lưu Hương (Tiếng AnhːClans of Intrigue; phồn thể: 楚留香; giản thể: 楚留香; Bính âm: Chu Liu Xiang) là bộ phim điện ảnh của Hồng Kông thuộc thể loại phim võ hiệp phóng tác từ chương Thiên Nhất Thần Thủy của bộ tiểu thuyết võ hiệp cùng tên Sở Lưu Hương của cố nhà văn nổi tiếng Cổ Long. Phim được đạo diễn bởi đạo diễn Sở Nguyên, do hãng Thiệu thị huynh đệ sản xuất, và siêu sao Địch Long thủ vai chính. Phim còn có 2 phần tiếp theo bao gồmː Biên phúc truyền kỳ (1978) và Sở Lưu Hương đại náo Linh Sơn Trang  (1982).

## Nội dung phim
Sở Lưu Hương (Địch Long đóng) đang ngồi uống rượu với bằng hữu của mình, Vô Hoa đại sư (Nhạc Hoa). Cung Nam Yến (Miêu Khả Tú) của Thần Thủy Cung đột nhiên xuất hiện và đổ cho Sở Lưu Hương đã lấy cắp Thiên Nhất Thần Thủy của Thần Thủy Cung và liên quan đến vụ án giết người hàng loạt. Cô ta đồng ý gia hạn cho Sở Lưu Hương 1 tháng để làm rõ sự việc, nếu không cung chủ của Thần Thủy Cung sẽ giết y. Nhờ vào bản tính tò mò và hăng hái của mình, Sở Lưu Hương đã tiến hành điều tra vụ án để chứng minh mình vô tội.

## Diễn viên và vai diễn
- Địch Long vai Sở Lưu Hương
- Nhạc Hoa vai Vô Hoa đại sư
- Lý Thanh vai Hắc Trân Châu
- Miêu Khả Tú vai Cung Nam Yến
- Bội Đế vai Thủy Mẫu Âm Cơ
- Lăng Vân vai Trung Nguyên Nhất Điểm Hồng
- Điền Thanh vai Nam Cung Linh
- Yên Nam Hy vai Thu Linh Tố
- Trần Tư Giai vai Tô Dung Dung
- Lưu Tuệ Linh vai Lý Hồng Tụ
- Trang Lài vai Tống Điềm Nhi
- Cốc Phong vai Lãnh Thu Hồn
- Cố Văn Tông vai Thiên Phong đại sư
- Tỉnh Miểu vai Tôn Học Phố
- Từ Thiếu Cường vai Tống Cương
- Nguyên Hoa vai Y Hạ Nhẫn Giả
- Cố Quán Trung vai Bán Thiên Phong

## Sở Lưu Hương đầu tiên trên màn ảnh
Địch Long là người đầu tiên đóng vai Hương Soái Sở Lưu Hương trên màn ảnh Hoa Ngữ, đây cũng là bản dựng đầu tiên về nhân vật đạo chích nổi tiếng của tiểu thuyết gia nổi tiếng Cổ Long. Trước đó chưa có ai đóng phim về tác phẩm này.